# İsakənd
İsakənd è un comune dell'Azerbaigian situato nel distretto di Tovuz. Conta una popolazione di 1 029 abitanti.